# Valaurie
Valaurie este o comună în departamentul Drôme din sud-estul Franței. În 2009 avea o populație de 531 de locuitori.

## Evoluția populației
| An        | 1975 | 1982 | 1990 | 1999 | 2006 | 2009 |
| --------- | ---- | ---- | ---- | ---- | ---- | ---- |
| Populație | 278  | 365  | 386  | 508  | 531  | 531  |